# Число на Мерсен
Число на Мерсен (също мерсеново число) се нарича всяко число от вида:
{\displaystyle M_{n}=2^{n}-1} (за n > 1).
Кръстено е на френския математик Марен Мерсен (1588 – 1648). Интерес за теория на числата представляват тези мерсенови числа, които са прости. Известни са под наименованието мерсенови прости числа. Ако едно мерсеново число {\displaystyle M_{n}} е просто, то и {\displaystyle n} би трябвало да е просто число. Обратното обаче невинаги е вярно. Например:
{\displaystyle M_{11}=2^{11}-1=2047=23\cdot 89}
Това е и най-малкото мерсеново съставно число с експонента ({\displaystyle n}) просто число. Най-малкото мерсеново число с експонента съставно число е:
{\displaystyle M_{4}=2^{4}-1=15=3\cdot 5}

## Мерсеновите и съвършените числа
Простите мерсенови числа са тясно свързани със съвършените числа. Всички известни съвършени числа са четни и се получават по формулата:
{\displaystyle 2^{n-1}(2^{n}-1)},
където {\displaystyle 2^{n}-1} e мерсеновото число {\displaystyle M_{n}}. Горната формула е използвана от Евклид за пресмятането на първите четири съвършени числа (6, 28, 496, 8128) и стига до нас с неговото съчинение „Елементи“. С помощта на тази формула търсенето на четни съвършени числа се свежда до търсене на мерсенови числа.
Все още не е известно дали простите мерсенови числа, а съответно и четните съвършени числа са безбройно много или са краен брой. Този математически проблем остава нерешен, въпреки че търсенето на мерсенови числа се извършва с помощта на много мощни компютри.

## Компютърната ера в търсенето на мерсенови числа
Революция в търсенето на мерсенови прости числа е въвеждането на електронните цифрови компютри. Първият успех на компютрите е M521, открито на 30 януари 1952 г. с помощта на SWAC в Института по числен анализ в Калифорнийския университет — Лос Анжелис, с компютърна програма, написана и пусната от проф. Рафаел М. Робинсън. Следващо е M607, намерено с компютър след по-малко от две години. Числата M1279, M2203 и M2281 са намерени със същата програма няколко месеца по-късно.
M4253 е първото мерсеново просто число титан, M44497 е първото мерсеново просто число гигант и M6 972 593 е първото мерсеново просто мегачисло – с най-малко 1 000 000 цифри.

## Списък на първите 12 мерсенови прости числа
Първите четири мерсенови прости числа – {\displaystyle M_{2}=3}, {\displaystyle M_{3}=7}, {\displaystyle M_{5}=31} и {\displaystyle M_{7}=127} са били известни в античността. Петото – {\displaystyle M_{13}=8191}, е с неизвестно авторство от 1461 г. Следващите две – {\displaystyle M_{17}} и {\displaystyle M_{19}}, са намерени от Пиетро Каталди през 1588 г. След близо два века, през 1772 г. Леонард Ойлер доказва, че {\displaystyle M_{31}} е просто число. Исторически следващото {\displaystyle M_{127}} е открито от френския математик Едуар Лука през 1876 г., резултат от 19-годишни изчисления на ръка. Вероятно това завинаги ще остане най-голямото мерсеново просто число, изчислено на ръка. След него през 1883 година руският свещеник и математик Иван Первушин открива {\displaystyle M_{61}}. Числата {\displaystyle M_{89}} и {\displaystyle M_{107}} са намерени в началото на XX век от Ралф Пауърс през 1911 г. и съответно през 1914 г. Първите 12 мерсенови прости числа са открити без помощта на компютри.
Последователности A000043 (за {\displaystyle n}) и A000668 (за {\displaystyle M_{n}}) в OEIS.
1. {\displaystyle M_{2}} = 3
2. {\displaystyle M_{3}} = 7
3. {\displaystyle M_{5}} = 31
4. {\displaystyle M_{7}} = 127
5. {\displaystyle M_{13}} = 8191
6. {\displaystyle M_{17}} = 131 071
7. {\displaystyle M_{19}} = 524 287
8. {\displaystyle M_{31}} = 2 147 483 647
9. {\displaystyle M_{61}} = 2 305 843 009 213 693 951
10. {\displaystyle M_{89}} = 618 970 019 642 690 137 449 562 111
11. {\displaystyle M_{107}} = 162 259 276 829 213 363 391 578 010 288 127
12. {\displaystyle M_{127}} = 170 141 183 460 469 231 731 687 303 715 884 105 727